# Juncus subulatus
Juncus subulatus, junco o candilejo es una planta semi-acuática del género Juncus. Se distribuye por la región del Mediterráneo. Habita juncales y pastizales vivaces sobre sustratos siempre húmedos y bastante salinos.

## Descripción
Es un junco que forma rizomas, de tal manera que genera céspedes que a menudo son lineares. Se caracteriza por su coloración general de un verde claro, glauco. Tiene hojas sobre el tallo que son cilíndricas y fistulosas pero no están articuladas. La inflorescencia tiene las ramas dirigidas hacia arriba, bastante largas. Vive en zonas inundadas generalmente salinas. Florece en mayo y junio.

## Taxonomía
Juncus subulatus fue descrita por Peter Forsskål y publicado en Fl. Aegypt.-Arab. 75. 1775
Etimología
Juncus: nombre genérico que deriva del nombre clásico latino  de jungere = , "para unir o vincular", debido a que los tallos se utilizan para unir o entrelazar".
subulatus: epíteto latino que significa "con forma de punzón".
Sinonimia
- Juncus multiflorus Desf., Fl. Atlant. 1: 313 (1798), nom. illeg.
- Juncus siculus Tineo in G.Gussone, Fl. Sicul. Syn. 2: 888 (1844).
- Juncus salinus Durieu, Expl. Sci. Algérie 1: t. 43 (1849).
- Juncus multiflorus subvar. salinus (Durieu) Coss. & Durieu, Expl. Sci. Algérie 2: 263 (1868).
- Tenageia multiflora Fourr., Ann. Soc. Linn. Lyon, n.s., 17: 172 (1869).
- Juncus multiflorus var. siculus (Tineo) Nyman, Consp. Fl. Eur.: 748 (1882).[4]

## Nombre común
Recibe distintos nombres comunes:
- Castellano: candilejo, junco.[5]